# 생산고계약
생산고계약이란 매매자의 생산물품을 전부 매수해주기로 하는 조건의 계약이다. 일반적인 계약이 물품의 수량과 종류를 특정하는 것의 예외이다.

## 사례
피자체인이 선의로 행동한다는 조건하에 어떤 치즈제조회사의 올해 생산 치즈를 전부구입하기로 하는 계약이 생산고 계약이다.

## 같이 보기
- 종류채권
- 요구물품계약